# Hermann von Spaun
Hermann von Spaun (Vienna, 9 maggio 1833 – Gorizia, 28 maggio 1919) è stato un ammiraglio austro-ungarico.

## Biografia

### I primi anni in marina
Il barone Hermann von Spaun proveniva da un'antica famiglia della regione tedesca della Svevia e nel 1850 divenne cadetto provvisorio nella marina imperiale austriaca, prendendo il largo su diverse navi e ottenendo nel 1853 il grado di Alfiere di Fregata. Nel 1859 ottenne il grado di Tenente e venne assegnato come primo ufficiale della goletta Artemisia nel corso della guerra contro la Francia e il Regno di Sardegna. Durante la guerra contro la Danimarca nel 1864 fu delegato sulla fregata SMS Juan d’Austria nel mare del Nord. All'inizio del 1866 divenne comandante della Andreas Hofer per poi essere destinato alla fregata corazzata SMS Erzherzog Ferdinand Max, nave con la quale il 20 giugno di quell'anno prese parte alla Battaglia di Lissa. Per il coraggio dimostrato in quest'operazione, ricevette l'onorificenza dell'Ordine della Corona ferrea di III classe.
Dal 1867 fu a capo della goletta Saida per due anni. Nel 1869 venne promosso Tenente Comandante e classificato comandante sulla nave cannoniera Hum. Dal 1871 venne promosso a Comandante di Vascello e dal 1873 divenne addetto navale a Londra, rappresentando per sei anni la marina austriaca presso il Regno Unito, a quel tempo la maggiore potenza navale al mondo. Dal 1879 al 1883 venne assegnato con la goletta Saida ad un viaggio di studio organizzato dall'arciduca Carlo Stefano d'Asburgo-Teschen navigando lungo le coste del Brasile e del Nord America. Nel 1884 gli venne affidato il comando della SMS Tegetthoff e quindi passò allo yacht imperiale SMS Miramar col quale accompagnò il principe ereditario in un viaggio in oriente.

### La scalata

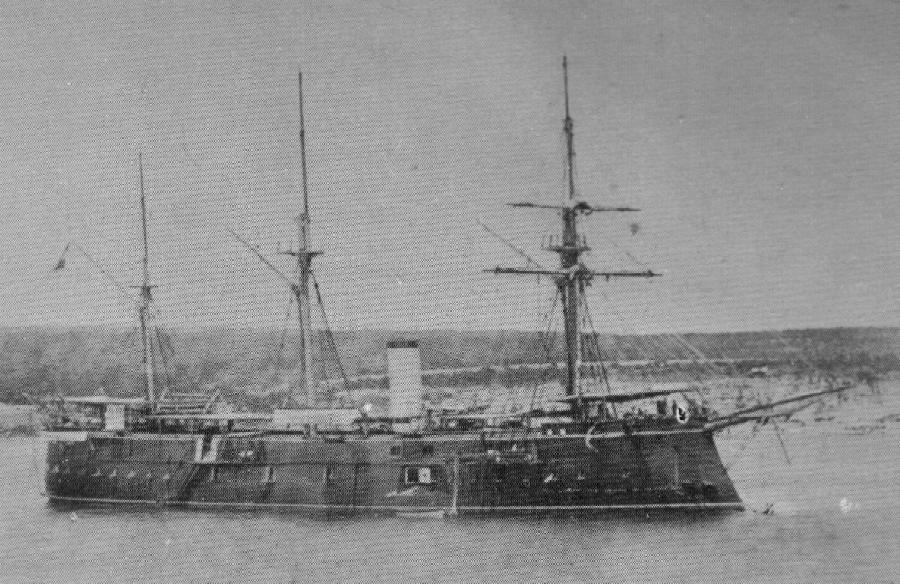
La Prinz Eugen sulla quale von Spaun venne promosso Commodoro

Durante le manovre dell'estate del 1885 si portò sulla SMS Prinz Eugen e immediatamente venne nominato Commodoro con competenze di una divisione nel Mediterraneo, partecipando così al blocco della costa greca nel 1886. Nello stesso anno fu promosso Contrammiraglio e incaricato della gestione del comitato tecnico della marina.
Alla conferenza marittima internazionale di Washington nel 1889 rappresentò il governo austriaco e portò le delegazioni della flotta austriaca alle celebrazioni del IV centenario della scoperta dell'America a Genova, in omaggio a Cristoforo Colombo e nel 1897 fu a Londra per le celebrazioni del sessantesimo anniversario di regno della Regina Vittoria. Dopo essere stato promosso Vice Ammiraglio nel 1892, divenne delegato del comandante generale della marina austriaca, l'ammiraglio Maximilian Daublebsky von Sterneck sino all'ottobre del 1897, divenendone poi il suo successore alla medesima carica. Il 1º maggio 1899 venne promosso al rango di Ammiraglio e nel 1902 venne nominato senatore dell'Impero austro-ungarico.
Dopo sette anni di comando generale della flotta e un totale di 54 anni in marina, il 1º novembre 1904, su propria richiesta, von Spaun andò in pensione, trascorrendo i suoi ultimi anni a Gorizia dove morì successivamente.